# Брет (ураган, 1999)
Ураган Брет (англ. Hurricane Bret) — перший із п’яти ураганів 4 категорії, які виникли під час сезону ураганів в Атлантиці 1999 року, і перший тропічний циклон після урагану Джеррі в 1989 році, який обрушився на Техас. 
Уздовж узбережжя Техасу Брет загрожував кільком містам, викликаючи 180 000 людей евакуюватися мешканців. По всій області було відкрито численні притулки та евакуйовано в’язниці. За кілька днів до приходу шторму NHC оприлюднив урагани, а пізніше попередження для районів поблизу кордону Техасу та Мексики. Кілька основних доріг, що ведуть до міст з бар’єрними островами, були закриті, щоб мешканці не могли переходити мости під час урагану. У сусідній Мексиці близько 7 тисяч людей покинули прибережні райони напередодні шторму. Чиновники також облаштували сотні притулків у північних регіонах країни на випадок великої повені.
Брет вийшов на берег у малонаселеному регіоні, що призвело до відносно невеликого збитку в порівнянні з його інтенсивністю. Тим не менш, сім людей загинули у зв'язку з штормом, четверо в Техасі і троє в Мексиці. Більшість загиблих було внаслідок ДТП на слизькій дорозі. Після приходу до суші ураган викликав максимальний штормовий нагон на 8,8 футів (2,7 м) на острові Матагорда, штат Техас. Сильні дощі, викликані Бретом, досягли піку 13,18 дюйма (335 мм) у Техасі та, за оцінками, понад 14 дюймів (360 мм) у Мексиці. Численні будинки в постраждалих регіонах були пошкоджені або зруйновані, в результаті чого близько 150 людей залишилися без даху над головою. Загалом шторм завдав збитків у розмірі 15 мільйонів доларів (1999 доларів США).

## Метеорологічна історія

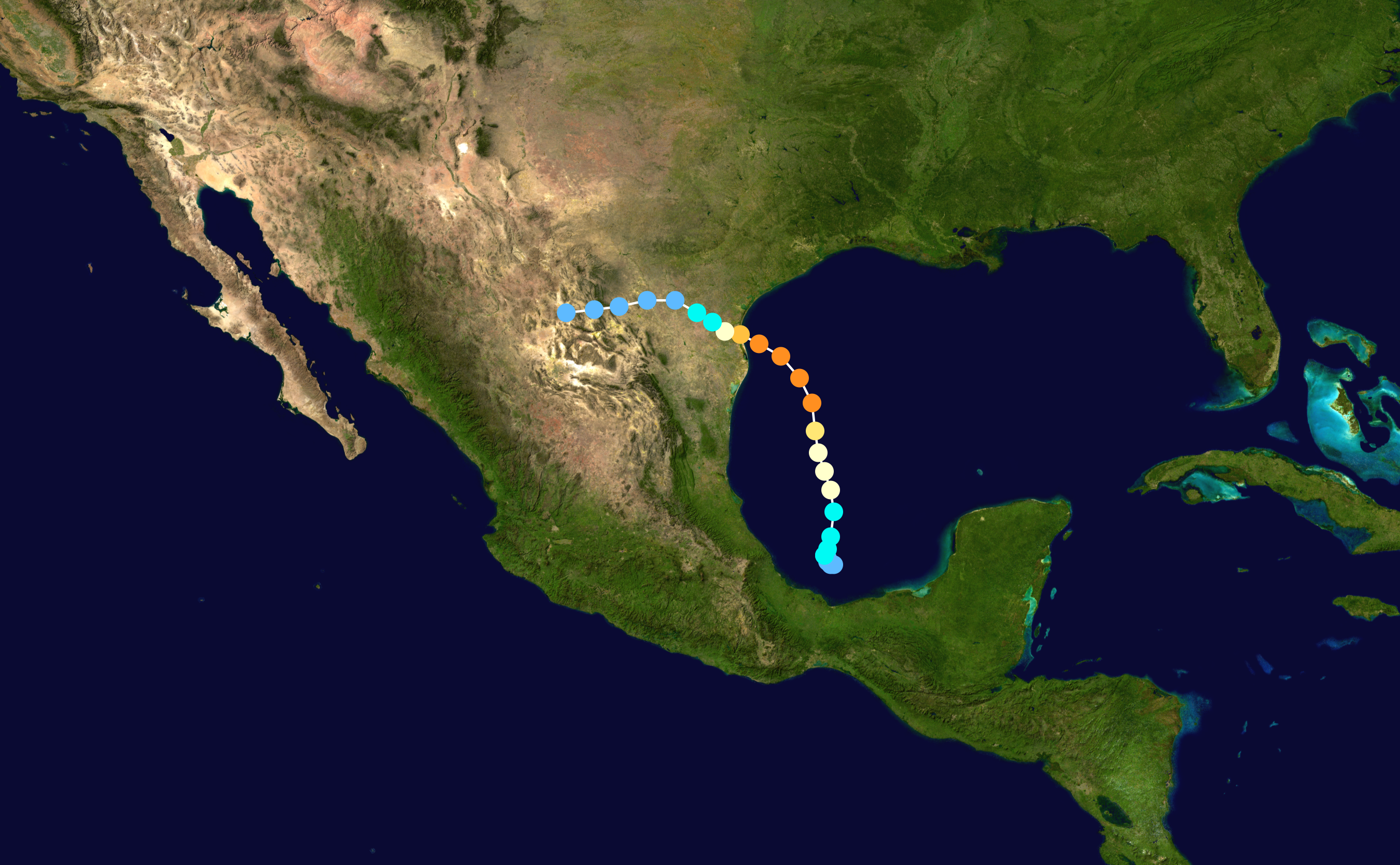
Траєкторія руху і інтенсивності Урагану Брет

Брет виник із тропічної хвилі, яка в серпні відкотилася від західного узбережжя Африки 5. Хвиля простягалася в основному на захід, взаємодіючи з найнижчим рівнем у серпні 15 у західній частині Карибського моря і породила область низького тиску . Конвективна активність розвивалася близько низьких, а до серпня 18 система була над півостровом Юкатан . Пізніше того ж дня заворушення виникло в затоці Кампече, і розвідувальна місія « Мисливців за ураганами» в системі виявила, що близько 1:00 вона переросла в тропічну депресію. вечора CDT (18:00 UTC ), третій сезон 1999 року .  Спочатку помірний зсув вітру перешкоджав зміцненню депресії, оскільки вона рухалася повільно та хаотично у відповідь на слабкі кермові потоки над системою До серпня 19, зсув вітру послабився, що дозволило розвинутися глибокій конвекції над центром; Пізніше того ж дня Національний центр ураганів (NHC) оновив систему до тропічного шторму, присвоївши їй назву Брет.   Невеликий тропічний циклон  поступово посилювався протягом кількох днів, просуваючись на північ. До ранку серпня 20, почали утворюватися смуги дощу. 

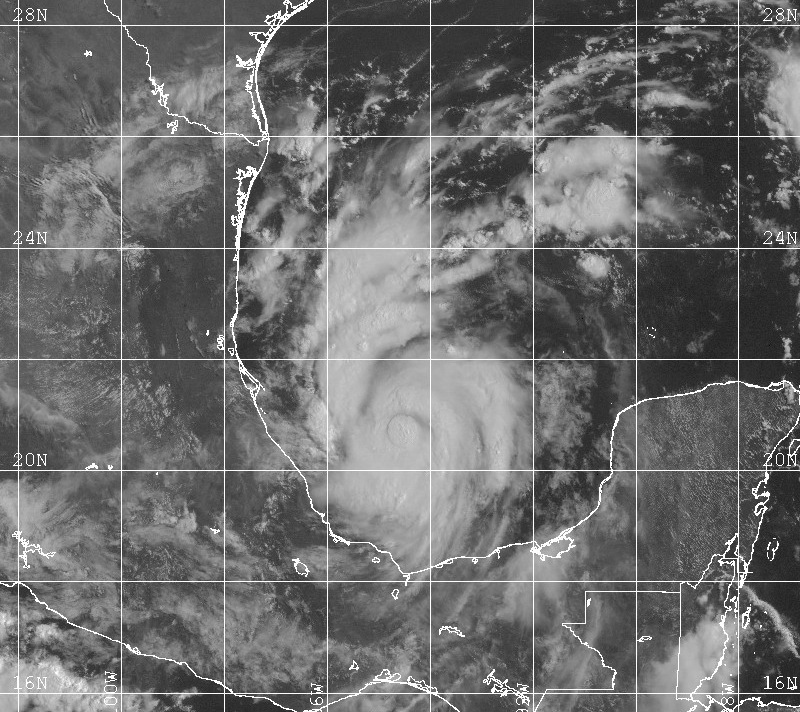
Тропічний шторм Брет посилюється над Затокою Кампече

До вечора 20 серпня Брет був визнаний ураганом після повідомлень про вітри зі швидкістю 75 миль на годину (121 км/год) під час місії Мисливців за ураганами. Приблизно в той же час Брет встановив північно-північно-західну колію під впливом хребта середнього рівня. На наступний день, Брет почав піддаватися швидкій інтенсифікації. Вранці 22 серпня шторм досяг своєї піку інтенсивності як ураган 4 категорії зі швидкістю вітру 145 миль на годину (233 км/год) і барометричним тиском 944 мбар (гПа; 27,9 дюйма рт.ст.). 
Пізно 22 серпня Брет повернув на північний захід у відповідь на середньотропосферний хребет над Мексиканською затокою та циркуляцію середньої тропосфери над долиною Ріо-Гранде . За кілька годин до виходу на сушу ураган ослаб до 3 категорії і його рух вперед сповільнився. Близько 19:00 CDT (00:00 UTC; 23 серпня) ураган Брет пройшов над островом Падре, штат Техас , зі швидкістю вітру 115 миль на годину (185 км/год) і барометричним тиском 951 мбар ( гПа; 28,1 дюйма рт.ст.), що ознаменувало його вихід на берег. Ураган швидко слабшав після просування вглиб країни, і приблизно через 12 годин після виходу на берег Брет ослаб до тропічного шторму. До вечора 23 серпня ослаб в тропічну депресію. Залишки Брета проіснували до 26 серпня, після чого вони розсіялися над горами Північної Мексики. 

## Підготовка

### Техас

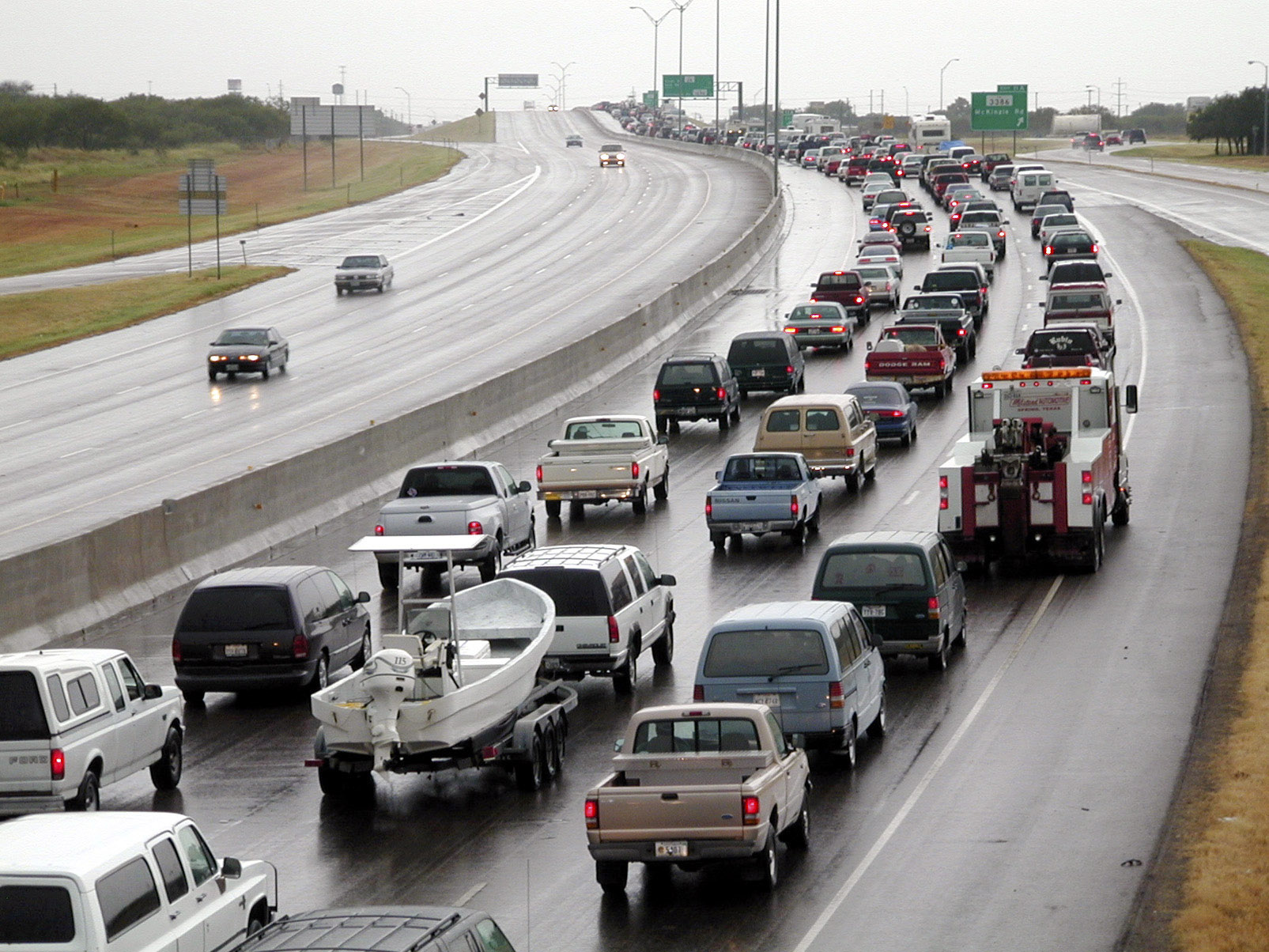
Жителі евакуювались Корпус-Крісті 22 серпня на міжштатній автомагістралі 37

21 серпня, коли вперше передбачалось що  ураган може наблизитися до узбережжя Техасу, NHC випустив ураган для прибережних районів між кордоном Мексики та Баффінової затокою, штат Техас. Через кілька годин було випущено попередження, оскільки шторм посилився і становив більш пряму загрозу для цього району. Згодом від Баффінової затоки на північ до порту Аранзас було опубліковано попередження про ураган. Наступного дня попередження про ураган було розширено, щоб охопити місця через Порт О'Коннор, а рекомендації були поширені на Фріпорт. Коли Брет наблизився до берега, спостереження за ураганом між Порт-О'Коннор і Фріпортом було припинено. Попередження про ураган від Порт-Аранзас до Порт-О'Коннор було припинено через кілька годин після того, як Брет вийшов на берег і почав слабшати. До кінця 23 серпня всі спостереження та попередження щодо урагану були припинені.
До 22 серпня міська влада Корпус-Крісті, штат Техас , оголосила надзвичайний стан, оскільки Брет вважався значною загрозою для регіону. Десятки тисяч жителів були закликані евакуюватися з прибережних районів і шукати притулку в місцевих притулках або у родичів далі вглиб країни. [9] За оцінками, 180 000 людей у штаті покинули свої домівки перед штормом. Міжнародний аеропорт Корпус-Крісті закрився опівдні, 22 серпня пізніше в той же день, Texas State Highway 361 і доки в Порт Aransas були закриті. Через масштабну евакуацію та створені довгі черги на дорогах по всьому району виникли затори. Три школи, два університети та коледж були закриті 23 серпня і залишалися закритими протягом кількох днів.
У районі Сан-Антоніо було відкрито 11 притулків , які могли вмістити 3525 осіб. Близько 325 ув'язнених були евакуйовані з в'язниці округу Нуесес, оскільки будівлю, в якій вони перебували, було визнано небезпечнию під час урагану. Близько 1000 моряків, які працювали в цьому районі, були евакуйовані на USS  Inchon перед штормом. Спочатку корабель був призначений для подолання шторму в морі; однак неадекватні ремонтні роботи завадили судну покинути порт. Як повідомляється, корабель мав достатньо запасів, щоб утримувати моряків приблизно 45 днів. До 12:00 CDT 22 серпня, острів Мустанг і острів Падребули повністю евакуйовані, а чиновники перекрили дороги, що ведуть на острови та з них, щоб запобігти повторному в’їзду на них до того, як цей район буде визнано безпечним. Міські чиновники в Корпус-Крісті ввели суворий наказ проти підвищення цін.

### Мексика
У Мексиці чиновники закрили 18 портів Мексиканської затоки для малих та середніх суден, готуючись до шторму. На півночі Мексики було відкрито понад 500 притулків, оскільки тисячам жителів порадили евакуюватися з низинних районів. Мексиканська армія, Червоний Хрест і пожежники були переведені в режим очікування для реагування на виклики екстреної допомоги під час шторму. 22 серпня в Тамауліпасі було оголошено надзвичайний стан. Наступного дня щонайменше 120 пожежників було відправлено до Монтеррея , Нуево-Леон, щоб швидко реагувати на надзвичайні ситуації. Уряд Мексики наголосив на безпеці жителів міста, яке, як очікується, понесе основний тягар урагану. Близько 7000 рибалок евакуювали прибережні регіони поблизу кордону з Техасом. У Матаморосі було відкрито ще 31 притулок 
. Школи на півночі Мексики були закриті на кілька днів.

## Наслідки

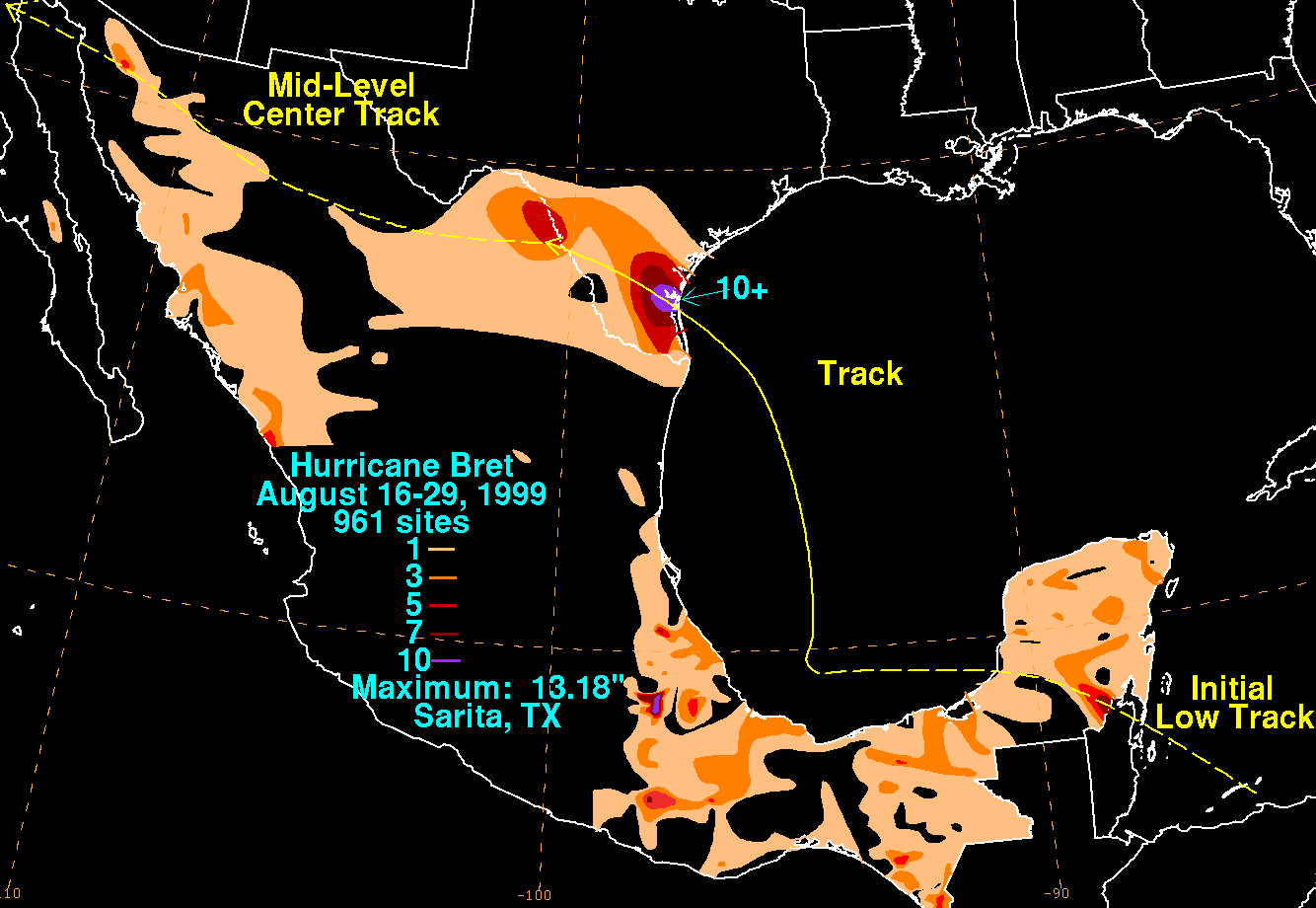
Загальна кількість опадів від урагану Брет у Мексиці та Техасі

### Мексика
До того, як утворилася тропічна депресія, занепокоєння викликало розсіяні опади на півострові Юкатан , локально перевищуючи 7 дюймів (180 мм). Оскільки система зупинилася в затоці Кампече, прибережні райони отримали незначні дощі із зовнішніх смуг системи.  Хоча Брет вийшов на берег поблизу кордону Техасу та Мексики, невеликий розмір системи призвів до обмеженого впливу на Мексику. У Нуево-Леоні за 24 години випало 14 дюймів (360 мм) опадів, і така ж кількість, ймовірно, випала в сусідньому Тамауліпасі. Тамауліпас, Нуево-Леон іКоауїла , десять сіл були ізольовані через повені, де були розмиті дороги.  Десять людей, усі члени однієї родини, отримали травми під час лобового зіткнення. У Ногалесі через сильні дощі на вулицях накопичувалася вода, що призвело до заторів; Сильний вітер також повалив лінії електропередач. Під час евакуації одну людину затоптали до смерті. Після виходу на берег один чоловік був вбитий струмом через обірвані лінії електропередач, ще один потонув у паводку. Щонайменше 150 сімей залишилися без даху над головою після повені в Кадерейті, яка затопила більшу частину міста. 

### Техас

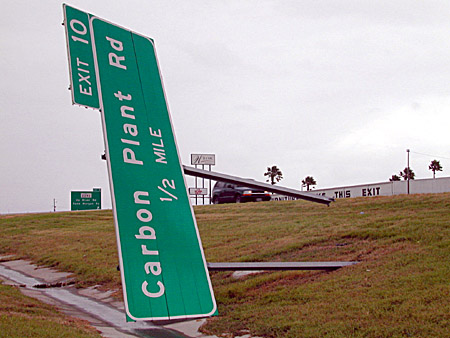
A sign blown down along Interstate 37 in Corpus Christi

Вийшовши на берег, Брет викликав штормовий нагон висотою до 8,8 футів (2,7 м) на острові Матагорда, штат Техас . Навколо Галвестона була зафіксована незначна ерозія пляжу через великі хвилі, викликані ураганом. На острові Падре було створено дванадцять нових затоків , один з яких був достатньо великим, щоб його можна було помилково прийняти за перевал Менсфілд. Сильні опади, що сягали 13,18 дюймів (335 мм) у центральному окрузі Кенеді, були обмежені невеликою площею. Найнижчий барометричний тиск, зафіксований на суші, був в аеропорту округу Брукс на рівні 976 мбар (гПа; 28,8 дюйма рт.ст.). Річка Аранзас швидко досягла стадії повені через сильні дощі, а Ріо-Гранде викликала незначні повені поблизу Мексиканської затоки . На пляжах поблизу Корпус-Крісті було втрачено понад 40 кубічних футів (1,1 м 3 ) піску. Близько 24,7 акрів (10,0  га ) посівних угідь було знищено штормом. 
Пошкоджена електровежа в окрузі Кенеді призвела до відключення електроенергії для тисяч людей. У розпал шторму, за оцінками, 64 000 людей були без світла на півдні Техасу. Частини американського маршруту 281 були затоплені у повені, внаслідок чого було завдано збитків на 50 000 доларів США (1999 доларів США).  Збитки в Корпус-Крісті були оцінені в 100 000 доларів США (1999 доларів США). У окрузі Дюваль 200 будинків постраждали від повеней і затоплені великі площі сільськогосподарських угідь. Збитки в окрузі склали приблизно 2 мільйони доларів США (1999 доларів США). П’ять інших торнадо F0 приземлилися в штаті . Збиток, завданий будинкам і підприємствам у Корпус-Крісті, оцінювався до 500 000 доларів США (1999 доларів США); збитки від сільського господарства досягли 1 мільйона доларів, а ще 500 000 доларів США (1999 доларів США) були збитки. Слизькі дороги від сильних дощів Брета спричинили зіткнення вантажівки та трактора, в результаті чого загинули чотири людини. Збитки склали 15 мільйонів доларів (1999 доларів США) по всьому південному Техасу. 